# Flatöfjärden
Flatöfjärden är en fjärd i till största delen i Saltviks kommun och delvis i Finströms kommun på Åland. Enligt Finlands miljöcentrals webbplats Järviwikis definition omfattar Flatöfjärden ett 723 hektar stort område söder och väster om ön Flatö inklusive den långsmala Karviken i söder.
Flatöfjärden har Saggöfjärden i norr och förbinds i öster genom Boxö sund med Boxöfjärden.